# LZ 1
Az LZ 1 az első német merev szerkezetű léghajó volt, amelyet Ferdinand von Zeppelin épített. A léghajó készítése 1898 júniusában kezdődött. Először 1900. július 2-án emelkedett a levegőbe. Konstrukciós hibái miatt csak háromszor repült.

## Építése, pályafutása
Ferdinand von Zeppelin 1898 júniusában kezdte meg építeni a Boden-tó vízén lebegő hangárban Friedrichshafennél, közel a svájci határhoz. A mozgatható, lebegő létesítmény lehetővé tette, hogy a széliránytól függően állítsák be a hangárt fel-, illetve leszálláskor. A munkálatok 1899 telén fejeződtek be, de a gróf úgy döntött, megvárja 1900 nyarát az első felszállással. Júniusban a léghajót feltöltötték hidrogénnel, majd 1900. július 2-án az LZ 1 (Luftschiff Zeppelin 1) megtette első útját. Ez a repülés 18 percen át tartott, és a léghajó három és fél kilométert tett meg a tó felett.
Az LZ 1 hossza 128 méter, átmérője 12 méter volt. Testébe 11 300 köbméter gáz fért. A hidrogént 17 rekeszbe töltötték, amelyek falát gumival bevont szövetből készítették. A hajótest alá két fémgondolát függesztettek, mindkettőbe egy-egy négyhengeres, vízhűtéses Daimler-motort helyeztek el, amelyekkel a léghajó 31 kilométer per órás haladásra volt képes. Mindkét motor kégcsavart hajtott, így biztosítva a léghajó haladását. A léghajónak még nem voltak a stabilitást szolgáló vezérsíkjai. A léghajó henger alakú volt, mindkét végén kúpos kialakítással. A magassági kormányzást csúszósúllyal oldották meg, de ez nem volt hatékony.
Az LZ 1 Zeppelin gróf többéves tervezési munkájának gyümölcse volt, de már első útján kiderült számos hibája, hátránya. A léghajó túl nehéz, a motorok teljesítménye pedig elégtelen volt, lassúsága még gyenge szélben is nehezen irányíthatóvá tette. A motorok megbízhatatlanok voltak, az egyik el is romlott az első úton. Az LZ 1 stabilitása a vezérsíkok hiánya miatt igen kicsi volt. Súlyos problémát jelentett, hogy a léghajó szerkezete nem volt elég merev. A járművel két további utat tettek, de a léghajó nem nyerte meg a hadsereg képviselőinek tetszését, akiktől Zeppelin forrásokat várt. A gróf ekkor már pénzhiányban szenvedett.
Habár az  LZ 1 nem volt sikeres, igazolta Ferdinand von Zeppelin elképzelésének helyességét. A gróf hosszú fémszerkezetre épített, több gázrekesszel ellátott, szövetborítású berendezése képes volt repülni.

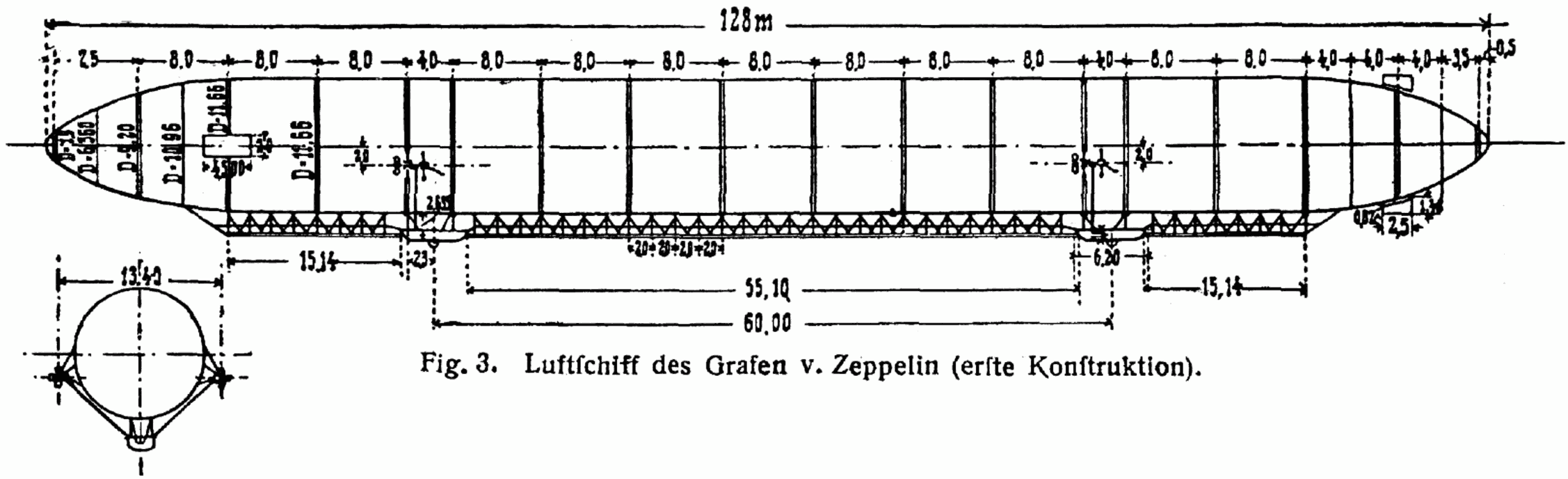
A léghajó szerkezeti rajza